# ميتسكي إيتشيهارا
ميتسكي إيتشيهارا (باليابانية: 市原 充喜) (31 يناير 1986 في تشيبا في اليابان – )؛ هو لاعب كرة قدم ياباني سابق كان يلعب كمدافع.

## وصلات خارجية
- ميتسكي إيتشيهارا على موقع رابطة كرة القدم اليابانية للمحترفين (اليابانية)
- ميتسكي إيتشيهارا على موقع قاعدة بيانات كرة القدم.إي يو (الإنجليزية)
- ميتسكي إيتشيهارا على موقع قاعدة بيانات كرة القدم.إي يو (الإنجليزية)
- ميتسكي إيتشيهارا على موقع Soccerway.com (الإنجليزية)
- ميتسكي إيتشيهارا على موقع عالم كرة القدم.نت (الإنجليزية)